# Złote czasy radia
Złote czasy radia – amerykański komediodramat z 1987 roku, opowiadający o życiu Amerykanów w czasach, gdy radio było najpopularniejszym medium domowym, czyli na przełomie lat 30. i 40. XX wieku.

## Główne role
- Seth Green – Joe
- Michael Tucker – Ojciec
- Josh Mostel – Abe
- Renée Lippin – Ciocia Ceil
- William Magerman – Dziadek
- Leah Carrey – Babcia
- Joy Newman – Ruthie
- Hy Anzell – Pan Waldbaum
- Judith Malina – Pani Waldbaum
- Dianne Wiest – Bea
- Mia Farrow – Sally White
- Danny Aiello – Rocco
- Jeff Daniels – Biff Baxter
- Woody Allen – narrator (głos)

i inni

## Opis fabuły
Narrator opowiada historię swojego dzieciństwa w Nowym Jorku od późnych lat 30. XX wieku do końca roku 1944. Wtedy radio było nie tylko rozrywką i źródłem informacji. Łączyło ludzi niezależnie od zajmowanej pozycji społecznej, czy przynależności do grupy etnicznej. Film opowiada o niezamożnej żydowskiej rodzinie z rejonu Rockaway Beach, nowojorskiej dzielnicy Queens. W tej rodzinie pełno ciotek i wujków ze swoimi nawykami, marzeniami i zabawnymi zwyczajami. Razem z sąsiadami słuchają radia. Każdy z nich ma swoją ulubioną audycję radiową: mały Joe uwielbia Mściciela w masce, ciotka Cecil lubi słuchać brzuchomówcy, a Ruthie naśladuje brazylijską piosenkarkę Carmen Mirandę. Czasami radio ingeruje w życie. Ciotkę Beę porzucił chłopak, kiedy radio nadawało Wojnę światów Orsona Wellesa.

## Nagrody i nominacje
Oscary za rok 1987
- Najlepszy scenariusz oryginalny – Woody Allen (nominacja)
- Najlepsza scenografia i dekoracje wnętrz – Santo Loquasto, Carol Joffe, Leslie Bloom, George DeTitta Jr. (nominacja)

Nagrody BAFTA 1987
- Najlepsza scenografia – Santo Loquasto
- Najlepsze kostiumy – Jeffrey Kurland
- Najlepszy film – Robert Greenhut, Woody Allen (nominacja)
- Najlepszy scenariusz oryginalny – Woody Allen (nominacja)
- Najlepszy dźwięk – Robert Hein, James Sabat, Lee Dichter (nominacja)
- Najlepszy montaż – Susan E. Morse (nominacja)
- Najlepsza aktorka drugoplanowa – Dianne Wiest (nominacja)